# La Bella Principessa

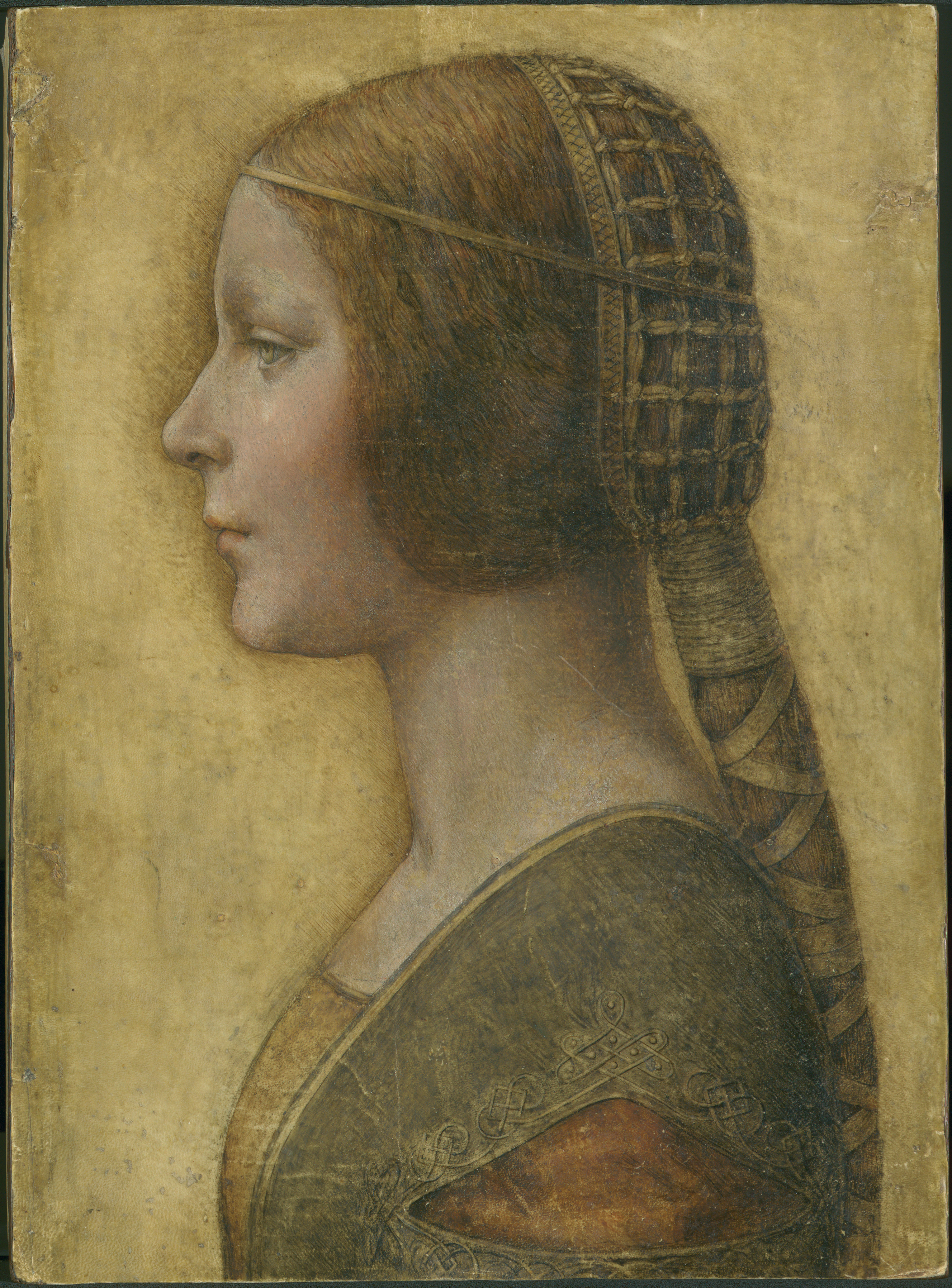
"La Bella Principessa".

La Bella Principessa is een portret in gekleurd pastelkrijt en inkt op vellum, van een mooi geklede dame met een kapsel dat in de mode was in het Milaan van omstreeks 1490. Het werk wordt toegeschreven aan Leonardo da Vinci hoewel dit ter discussie staat. Bewijsmateriaal uit 2011, aangaande de herkomst van de tekening, ondersteunt de these dat het om een Da Vinci zou gaan. Voor het werd toegewezen aan Leonardo werd het gezien als een werk van een onbekend Duits kunstenaar, uit de 19e eeuw, die de stijl van de Italiaanse renaissance imiteerde.
Het portret werd door de huidige eigenaar aangekocht in 2007. Lumière Technology in Parijs voerde een multispectrale digitale scan van het werk uit. De resultaten hiervan werden onderzocht door Peter Paul Biro, een forensisch onderzoeker gespecialiseerd in kunst, die een vingerafdruk ontdekte die "zeer vergelijkbaar" was met een vingerafdruk op het onafgewerkte schilderij van Da Vinci De heilige Hiëronymus in de wildernis. Het is bekend dat Leonardo verf en krijt met zijn vingertoppen uitstreek om zachte overgangen met gemengde kleuren te bekomen.

## Omschrijving
Het portret is een tekening met zwart, rood en wit krijt op vellum, het meet 330 x 239 mm. Het is het portret van een jonge vrouw, een tiener eigenlijk, voorgesteld in profiel, de gebruikelijke manier voor formele portretten van de Sforza dames. De haartooi en de kleding van het meisje wijzen er op dat zij behoorde tot het hof van Milaan omstreeks 1490. Ergens in de loop van zijn geschiedenis werd het perkament op een eiken paneel gekleefd.

## Herkomst
Het werk werd op 30 januari 1998 verkocht op een veiling door Christie's in New York. Het was geschat op $ 12.000 à 16.000 en werd verkocht voor $ 21.850 aan de kunsthandelaar Kate Ganz. Daarna werd het in 2007 gekocht door een Canadese verzamelaar Peter Silverman die onmiddellijk dacht dat hij met een origineel renaissanceportret te doen had. Het portret werd bij Christie’s aangeboden door Jeanne Marchig, weduwe van de schilder-restaurateur Giannino Marchig die in Florence en Genève werkte. Marchig had nog gewerkt aan de restauratie van de Madonna met de spindel van Leonardo da Vinci. Ondertussen werd het portret opnieuw verkocht aan een onbekende eigenaar naar verluidt voor meer dan £ 100 miljoen.
Gezien het perkament aan de linkerzijde de resten van inbinden vertoont (naaigaatjes), ligt het voor de hand dat het ooit in een codex heeft gezeten. David Wright, professor emeritus in de kunstgeschiedenis aan de universiteit van Zuid-Florida, wees onmiddellijk in de richting van de biografieën over Francesco Sforza door Giovanni Simonetta, gedrukt op perkament en rijkelijk verlucht. Hij dacht in het bijzonder aan de kopie die bewaard werd in de Nationale Bibliotheek van Warschau. Het portret werd vergeleken met het incunabel in Warschau en de resten van een uitgesneden folium in het boek, klopten perfect met de bindingsgaatjes in het portret (zie de studie van Pascal Cotte en Martin Kemp voor een uitgebreide beschrijving van de vergelijking, met foto’s geïllustreerd). Ook het perkament zou overeenkomen met de andere helft van het bifolium in het boek.
Het feit dat de tekening met zeer grote waarschijnlijkheid uit deze Sforziade komt laat toe te veronderstellen dat het een portret is van Bianca Sforza (1482-1496), een buitenechtelijke dochter van Ludovico Sforza en Bernardina de Corradis. Het boek was een gift aan Galeazzo Sanseverino bij zijn huwelijk met Bianca in januari 1496. De frontispice van het werk, geschilderd door Giovanni Pietro Birago, geeft dit aan via heraldische allusies en de tekening in de bas de page. Kemp kwam voor de ontdekking van de herkomst van de tekening ook tot deze conclusie, door eliminatie vertrekkende van de groep van de Sforza-dames met de geschikte leeftijd in de betrokken periode.
Martin Kemp, die het werk grondig bestudeerde en toeschreef aan Leonardo da Vinci, koos de naam La bella Principessa, hoewel de Sforza-dames, in de strikte zin, geen prinsessen waren.

## Toeschrijving aan Leonardo
De eerste studie van de tekening werd gepubliceerd door Dr. Cristina Geddo in Artes. Geddo schrijft het werk toe aan Leonardo op basis van stijlkenmerken, de hoge kwaliteit van het werk en het gebruik van de aux trois crayons-techniek. Leonardo was de eerste kunstenaar in Italië die deze techniek gebruikte. Hij had die opgestoken bij de Franse portretkunstenaar Jean Pérreal, hofschilder van de Bourbons en van Margaretha van Oostenrijk. Leonardo meldt zelf, in notities gekend als het Ligny Memorandum, bewaard in de verzameling van notities en schetsen gekend als de Codex Atlanticus, het bezoek van Perréal aan Milaan in 1494 en zegt dat hij meermaals gesprekken had met hem over het gebruik van gesso en perkament. Geddo wijst ook op de coazzone (soort paardenstaart) van het model dat in die tijd in de mode was.
Een aantal Leonardo-experten steunen de toewijzing aan Leonardo met onder meer:
- Martin Kemp, professor emeritus kunstgeschiedenis en onderzoeker aan het Trinity College van de universiteit van Oxford, de eerste kunsthistoricus die het werk grondig bestudeerde en er een boek over publiceerde.[1]
- Carlo Pedretti, professor emeritus kunstgeschiedenis en Armand Hammer Chair in Leonardo Studies aan de universiteit van California, Los Angeles
- Nicholas Turner, voormalig curator bij het British Museum en bij het J. Paul Getty Museum
- Alessandro Vezzosi, directeur van het Museo Ideale Leonardo Da Vinci in Vinci, Italië,
- Dr. Christina Geddo, een expert van Leonardo da Vinci en zijn leerlingen
- Dr. Claudio Strinati van het Italiaanse ministerie van cultuur
- Mina Gregori, professor emeritus aan de universiteit van Firenze.[2][13][14]

De voornaamste argumenten voor de toewijzing aan Leonardo door Kemp, voor de ontdekking van het Praagse boek waren:
- Koolstof-14 datering door het Institute for Partical Physics in Zurich wees uit dat het perkament uit de periode van 1440-1460 kwam. Voor diegenen die vertrouwd zijn met statistiek wil dit zeggen dat er 95% kans is dat het materiaal uit deze periode komt, maar anders gesteld zou men ook kunnen zeggen dat er nog steeds 25% kans is dat het perkament uit de periode 1470 tot 1530 komt. Alleszins wil dat zeggen dat de datering van het perkament, de datum waarop het dier dat hiervoor gebruikt werd stierf, statistisch significant kan gesitueerd worden in de periode 1495-1496 vooropgesteld door Kemp.
- In de schaduw aangebracht rond het profiel van de jonge vrouw is duidelijk te herkennen dat dit door een linkshandige werd uitgevoerd.
- De vingerafdruk in de linkerbovenhoek van het werk. Dit argument werd zeer sterk benadrukt in de pers, maar wordt door Kemp eerder geminimaliseerd als slechts een van de elementen die bijdragen aan zijn analyse.
- De stijl, details en minutieuze uitwerking zoals de spanning in het opbinden van het haar die duidelijk zichtbaar is. Ook het knopenpatroon op de mouw is een specifiek kenmerk voor Leonardo. Het reliëf van het oor dat gesuggereerd wordt achter het haar en de mooie uitwerking van de ogen zijn allemaal elementen die wijzen in de richting van Leonardo.
- De coazzone van het model. Dit is een specifieke haardracht in de vorm van een ingebonden staart. Deze acconciatura alla spagnola (Spaanse haardracht) werd door Beatrice d'Este, de echtgenote van de hertog, aan het hof gelanceerd in 1491. De hertogin stierf in 1497 en in 1499 was de nieuwe mode, de fòggia alla francese al stevig ingeburgerd.[15]
- De afbeelding in profiel was typisch voor portretten van de Sforza-dames zoals blijkt uit onder meer de portretten van Bianca Maria Sforza en Beatrice d’Este.
- De multispectrale analyse toonde aan dat het werk gerestaureerd werd en dat de actuele levendige kleuren te wijten zijn aan die restauraties. Maar de onderliggende kleurvoering, gebruikmakende van het geelachtige perkament en de aux trois crayons-techniek is meesterlijk.
- De pentimenti (overschilderingen, correcties) die gemeld worden dragen eigenlijk niets bij aan de toeschrijving; elke kunstenaar zal ze wel vroeg of laat gedaan hebben.
- De sterke stilistische gelijkenis, de ogen en de proporties van het gezicht, met de tekening A Woman in Profile in de Windsor-collectie.[16]
- De proporties van het gezicht komen overeen met de studies in zijn notitieboeken
- De gelijkenis van La Bella Principessa en het portret van Cecilia Gallerani

Na de ontdekking van het boek waar de tekening origineel deel van uitmaakte kan men hieraan toevoegen:
- Het is inderdaad een werk uit de late 15e eeuw, ten laatste uit 1496 (datum van het huwelijk).
- Het betreft inderdaad Bianca Sforza die op 13-jarige leeftijd huwde met Galeazzo Sanseverino.[11]

## Afwijzing van de toeschrijving
Als de ontdekking van een nieuw werk van een groot meester wordt bekendgemaakt is er altijd een deel van de kunsthistorici dat zich daar tegen verzet en er een andere mening op nahoudt. Dit is uiteraard een goede zaak want zo kan er een vruchtbare discussie ontstaan over pro en contra om uiteindelijk tot een aanvaardbare synthese te komen. De discussie verloopt echter niet altijd even sereen; zo heeft Paul Biro, die de vingerafdruk bestudeerde, een proces aangespannen tegen David Gran van The New Yorker, omdat die suggereerde dat Biro in een ander onderzoek vervalsingen zou hebben gemaakt.
De toewijzing door Kemp en Cotte is zeer uitvoerig en wetenschappelijk gedocumenteerd. Spijtig genoeg heeft Silverman verscheidene verhalen opgedist over hoe hij het werk ontdekt had.
Men zegt dat het zou kunnen, dat vervalsers gebruik zouden hebben gemaakt van een oud blad perkament om hun vervalsing geloofwaardig te maken. In het licht van het originele boek wordt dit moeilijk om vol te houden.
De tegenstanders van de toewijzing aan Leonardo, wijzen erop dat, van de meer dan 4000 tekeningen die Leonardo maakte, geen enkele op perkament was, maar alles op papier. Hier staat tegenover dat Leonardo zelf noteert dat hij met Perreal de techniek heeft besproken en dat het van Leonardo bekend is dat hij graag experimenteerde. Bovendien is het best mogelijk dat hij gewoon de opdracht kreeg voor een portret in de Sforziade en lag de keuze van het materiaal voor het boek uiteraard niet bij hem.
Het linkshandige aanbrengen van de schaduwing kan ook geïmiteerd zijn door een rechtshandig vervalser zegt men, maar Kemp en Cotte toonden aan dat gerestaureerde delen waar dit was geprobeerd, duidelijk konden onderscheiden worden met de multispecrale scanning.
Klaus Schröder, directeur van de Albertina in Wenen, wou het werk niet tentoonstellen. Hij was een van de weinigen die het werk konden onderzoeken en verklaarde dat het volgens hem geen Leonardo was, maar zonder opgave van redenen.
Kemp werd vrij heftig aangevallen over de vingerafdrukken, terwijl hij daar zelf van gezegd had dat het slechts een onderdeeltje was van zijn thesis en zeker niet conclusief of bepalend.
Voor verdere studie van de pro’s en contra’s kan men terecht bij het artikel (en)  van Hasan Niyazi. Hasan Niyazi besluit met te zeggen dat de tegenstanders van de toewijzing zich nu zullen moeten concentreren op de vraag of het werk van Leonardo zelf is of van een tijdgenoot.
De tijd zal uitwijzen of Kemp en Cotte het bij het rechte eind hadden of niet. De overvloedige documentatie die zij ter beschikking stellen staat in schril contrast met de omdat ik vind van niet argumentatie van veel van de tegenstanders. Zoals Kemp het zelf stelde is het begrijpelijk dat de kunsthandelaar die het werk in handen had en de deskundigen die het voor hem zagen, nu zeggen dat het zeer zeker is, dat het niet door Leonardo geschilderd is, ook al brengen ze daar niet veel feiten voor aan.
De doop van Christus · De annunciatie · Madonna met de anjer · Portret van Ginevra de' Benci · Madonna Benois · De boetvaardige Hiëronymus · De aanbidding door de wijzen · Madonna in de grot · De dame met de hermelijn · Portret van een dame (La Belle Ferronnière) · Het Laatste Avondmaal · Karton van Burlington House · Slag bij Anghiari · Mona Lisa · Maria met kind en Sint-Anna · Johannes de Doper